# Сога, Конами
Конами Сога (яп. 曽 我 こなみ; англ. Konami Soga, родилась 9 апреля 1995, Сува, Япония) — японская конькобежка. Бронзовый призёр чемпионата мира, серебряный призёр чемпионата четырёх континентов. Выступает за "Nippon House Hotel & Resort Co".

## Биография
Конами Сога начала кататься на коньках в возрасте 3-х лет в Суве, следуя за своими старшими сёстрами, которые также катались на коньках. В 4-м классе начальной школы Сува Конан она занялась конькобежным спортом профессионально. В 2008 году ученица неполной средней школы Сува Ниси впервые участвовала в соревнованиях префектуры Нагано, а в 2010 году побила рекорд префектуры.
В 2011 году, после поступления в престижную среднюю школу конькобежного спорта Саку Чосэй, она выиграла 500 м на 61-м национальном чемпионате среди школьников и в спринтерском многоборье на 25-м чемпионате префектуры Нагано и через год на 26-м чемпионате. В том же 2012 году дебютировала на юниорском Кубке мира и сразу заняла 3-е место на дистанции 500 м. В 2013 году Сога не смогла пойти олимпийский отбор в сборную, заняв только 24-е место в забеге на 500 м. 
В апреле 2014 года она присоединилась к команде "Hotel East Japan Morioka" и продолжала побеждать на региональных соревнованиях с 2014 по 2018 года, но национальном уровне не занимала высоких мест. В 2017 году она получила травму правой лодыжки. В сезоне 2017/18 впервые заняла 5-е место на Всеяпонском чемпионате и на олимпийском отборе в забеге на 500 м. В сезоне 2018/19 на 1-м этапе Кубка мира в Обихиро вместе с партнёршами заняла 2-е место в командном спринте, а на 3-м этапе в Томашув-Мазовецком стала чемпионкой с командой.
В феврале 2019 года Сога завоевала бронзовую медаль на чемпионате мира на отдельных дистанциях в Инцелле в командном спринте. В сезоне 2019/20 она трижды занимала 3-е места в командном спринте на Кубке мира и в 2021 году поднялась на 4-е место в забеге на 500 м на чемпионате Японии. В декабре 2021 года вновь не прошла отбор на олимпиаду в Пекине, заняв только 7-е место на дистанции 500 м.
В сезоне 2022/23 Конами вновь стала 4-й на чемпионате Японии в забеге на 500 м, а следом на чемпионате четырёх континентов в Квебеке стала серебряным призёром на дистанции 500 м.

## Личная жизнь
Конами Сога окончила среднюю школу Сува Ниси, среднюю школу Саку Чосэй. Она увлекается кулинарией.

## Награды
- 2015 год - получила награду "Лучшая спортсменка" от Ассоциации любительских видов спорта города Мориока.